# ماوگوژاتا توماشفسکا
ماوگوژاتا ویکتوریا توماشفسکا (لهستانی: Małgorzata Wiktoria Tomaszewska؛ زادهٔ ۲۸ ژانویه ۱۹۸۹) روزنامه‌نگار و مجری تلویزیون اهل لهستان است. وی دختر بازیکن فوتبال لهستانی یان توماشفسکی و ورزشکار حرفه‌ای تنیس روی میز «کاتاژینا کالینسکا-توماشفسکا» است.
وی در دوران نوجوانی ورزشکار تنیس روی میز و همچنین مدل بود. سپس به دانشگاه رفت و در رشتهٔ روان‌شناسی تحصیل کرد. اولین حضور حرفه‌ای او در تلویزیون در سال ۲۰۱۲ و به‌عنوان مجری برنامهٔ ورزشی بود. سپس از سال ۲۰۱۴ تا ۲۰۱۶ گزارشگر هواشناسی پُلست شد.
او مجری «مسابقه آواز یوروویژن نوجوانان ۲۰۲۰» و همچنین پنجاه و هفتمین و پنجاه و هشتمین جشنواره ملی آواز لهستانی در اوپوله بود.